# Albino Binda
Albino Binda, né le 9 avril 1904 à Cittiglio et mort le 30 mars 1976 dans la même commune, est un coureur cycliste italien.

## Biographie
Professionnel de 1926 à 1935, il a gagné une étape du Tour d'Italie en 1928 et la semi-classique Trois vallées varésines en 1930. Il est le frère cadet d'Alfredo Binda cinq fois vainqueur du Tour d'Italie,.

## Palmarès
- 1928
  - 8e étape du Tour d'Italie
  - 8e du Tour d'Italie
  - 9e du Tour de Romandie
- 1929
  - 1re étape du Tour de Sicile
  - 3e du Tour de Sicile
- 1930
  - Trois vallées varésines
- 1933
  - Giro delle Due Province Messina

## Résultats sur les grands tours

### Tour d'Italie
- 1925 : abandon
- 1926 : abandon
- 1927 : 24e
- 1928 : 8e, vainqueur de la 8e étape
- 1929 : 11e
- 1930 : 26e
- 1931 : 23e
- 1932 : 27e
- 1933 : 37e
- 1935 : abandon